# Prothema
Prothema is een kevergeslacht uit de familie van de boktorren (Cerambycidae). De wetenschappelijke naam van het geslacht werd voor het eerst geldig gepubliceerd in 1857 door Pascoe.

## Soorten
Prothema omvat de volgende soorten:
- Prothema angulifera Aurivillius, 1916
- Prothema argenteofasciata Pic, 1951
- Prothema astutum Holzschuh, 2011
- Prothema aurata Gahan, 1906
- Prothema belli Gardner, 1926
- Prothema cakli Heyrovský, 1967
- Prothema coomani Pic, 1934
- Prothema exclamationis Pesarini & Sabbadini, 1999
- Prothema fasciolata Aurivillius, 1925
- Prothema humeralis (Pascoe, 1866)
- Prothema laosensis Gressitt & Rondon, 1970
- Prothema leucaspis Chevrolat, 1863
- Prothema liciata Holzschuh, 2007
- Prothema lineata Pic, 1920
- Prothema ochraceosignata Pic, 1915
- Prothema plagifera Aurivillius, 1925
- Prothema signata Pascoe, 1857
- Prothema sinuosa Holzschuh, 2007
- Prothema sulawensis Hüdepohl, 1998
- Prothema tibiella Holzschuh, 2007
- Prothema variicornis Pascoe, 1886
- Prothema viridicana Holzschuh, 2007
- Prothema xanthomum Holzschuh, 2011